# Bargota
Bargota est une municipalité de la communauté forale de Navarre, dans le Nord de l'Espagne.
Elle est située dans la zone linguistique mixte de la province et à 74 km de sa capitale, Pampelune. Le nombre d'habitants en 2020 était de 255.

## Toponymie
Selon Mikel Belasko Bargota est un toponyme d'origine romane qui pourrait venir de l'expression "varga alta". Varga ou Barga est un mot utilisé en castillan et basque pour désigner une pente ou une côte. Selon le Diccionario de la lengua española, c'est une des acceptions du mot varga (partie la plus accentuée d'une côte)". Précisément, le village de Bargota est flanqué sur les bords d'une gorge. Toujours selon Belasko, l'évolution du nom a été: Barga alta → Bargalta → Bargauta → Bargota. Bien qu'il n'existe pas de documents qui confirmerait cette évolution du nom, il s'appuie sur le fait qu'il y a eu un dépeuplement dans la municipalité de Mañeru, appelée aussi Bargota et dont d'anciens documents apparaissent sous le nom de Bargauta.

## Géographie

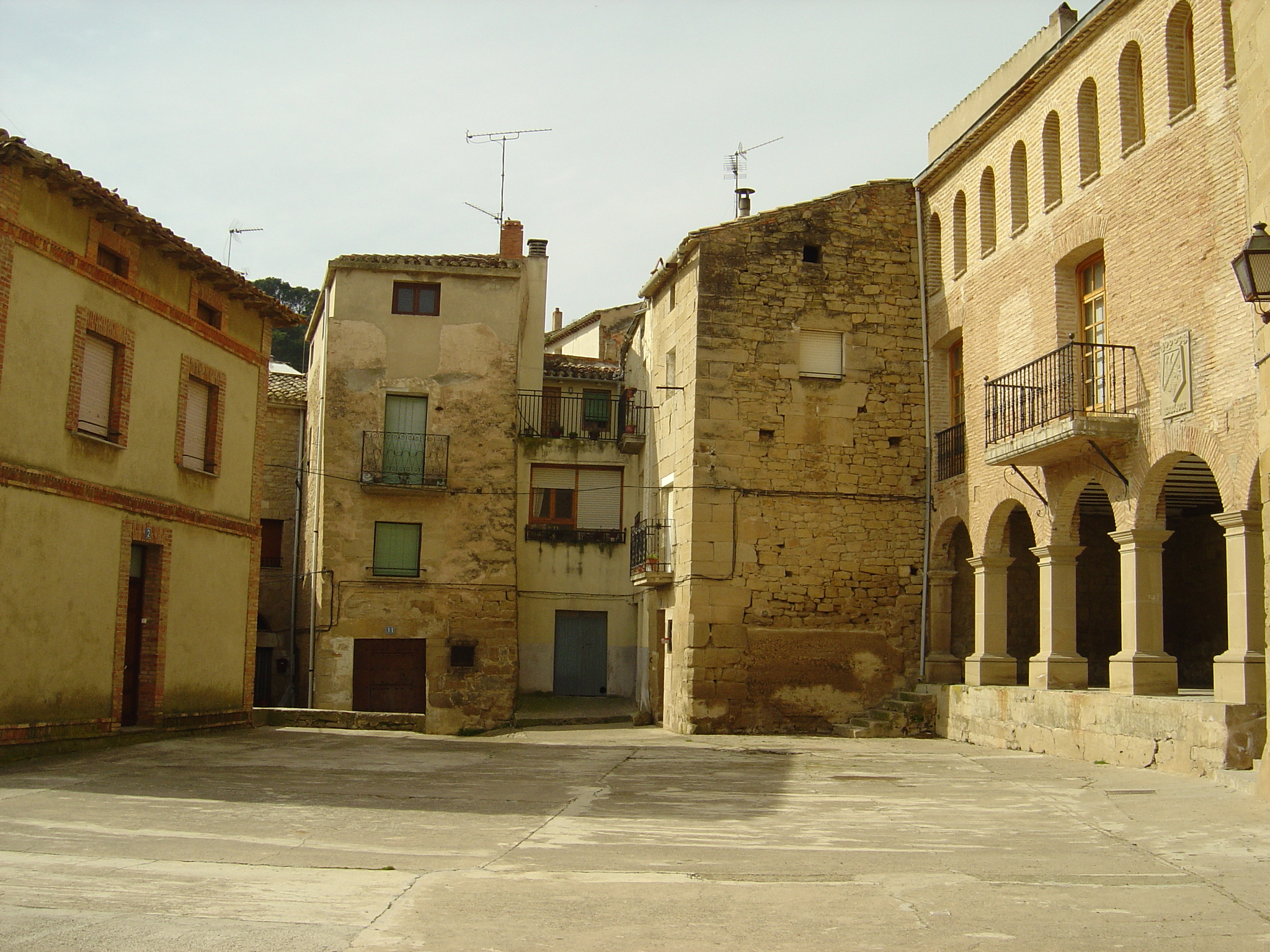
Place de l'église.

La localité est située sur le flanc ouest d'une crevasse de Los Paules, qui va du nord vers la rive gauche de l'Èbre. D'autres crevasses qui se trouvent sur le territoire municipal sont: Valdecuenca, Aras, Mataburros, Cornava et Valdegon.

## Localités limitrophes
- Torres del Río et Espronceda au nord.
- Armañanzas à l'est.
- Mendavia au sud.
- Azuelo, Aras et Viana à l'ouest.

## Histoire
Les premières traces de présence humaine à Bargota se trouvent dans le gisement protohistorique de El Castejón, un peuple antique d'origine celte où l'on a retrouvé des restes de poteries.
Durant le Moyen Âge, les guerres de Navarre avec la Castille firent que Bargota perdit sa condition de municipalité indépendante. En 1219, dans le but de renforcer la frontière d'avec le royaume de Castille, Sanche VII regroupe à Viana (Navarre) tous les villages voisins parmi lesquels se trouvait Bargota. Les seuls à ne pas obéir à l'ordre royal furent Bargota et Aras. Des années durant, la localité sollicite son émancipation administrative et ecclésiastique de Viana mais cette dernière refuse systématiquement, en s'appuyant sur le droit historique dérivé de la disposition de Sanche VII le Fort. Bargota reste liée à Viana jusqu'en 1818, année durant laquelle elle redevient municipalité indépendante.
Le grand champ près de l'ermitage de la vierge du Poyo a été le lieu dans lequel s'est déroulé l'échange de prisonniers durant la première guerre carliste selon la convention de Lord Elliot. Les prisonniers provenaient de la prison « libérale » de Logroño et de celle, carliste, d'Estella.

## Démographie
| Évolution démographique                                 | Évolution démographique | Évolution démographique | Évolution démographique | Évolution démographique | Évolution démographique | Évolution démographique | Évolution démographique | Évolution démographique | Évolution démographique | Évolution démographique |
| 1996                                                    | 1998                    | 1999                    | 2000                    | 2001                    | 2002                    | 2003                    | 2004                    | 2005                    | 2006                    | 2007                    |
| ------------------------------------------------------- | ----------------------- | ----------------------- | ----------------------- | ----------------------- | ----------------------- | ----------------------- | ----------------------- | ----------------------- | ----------------------- | ----------------------- |
| 396                                                     | 386                     | 381                     | 381                     | 381                     | 373                     | 373                     | 375                     | 364                     | 359                     | 345                     |
| Sources: Bargota et instituto de estadística de navarra |                         |                         |                         |                         |                         |                         |                         |                         |                         |                         |

## Personnalités

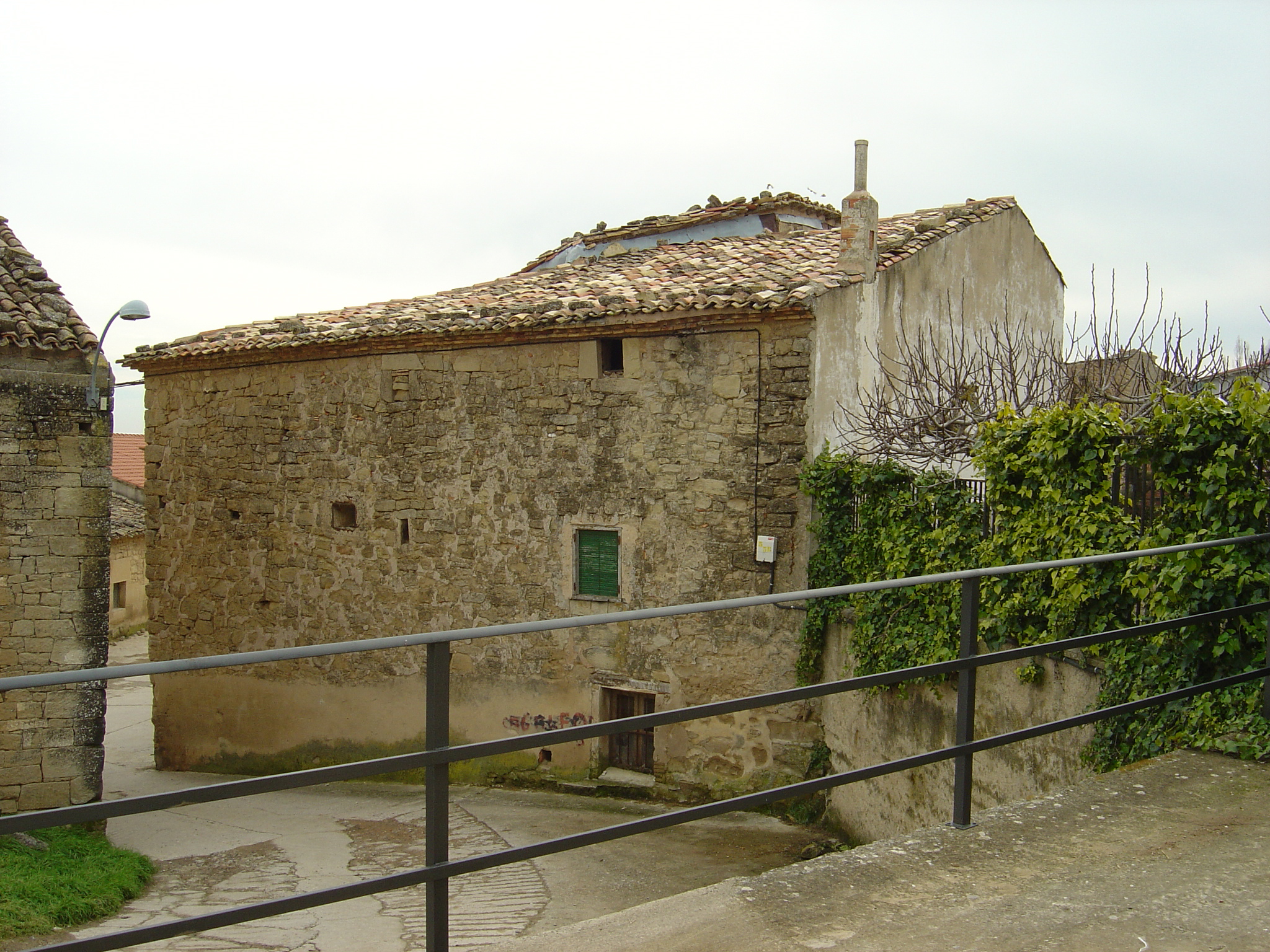
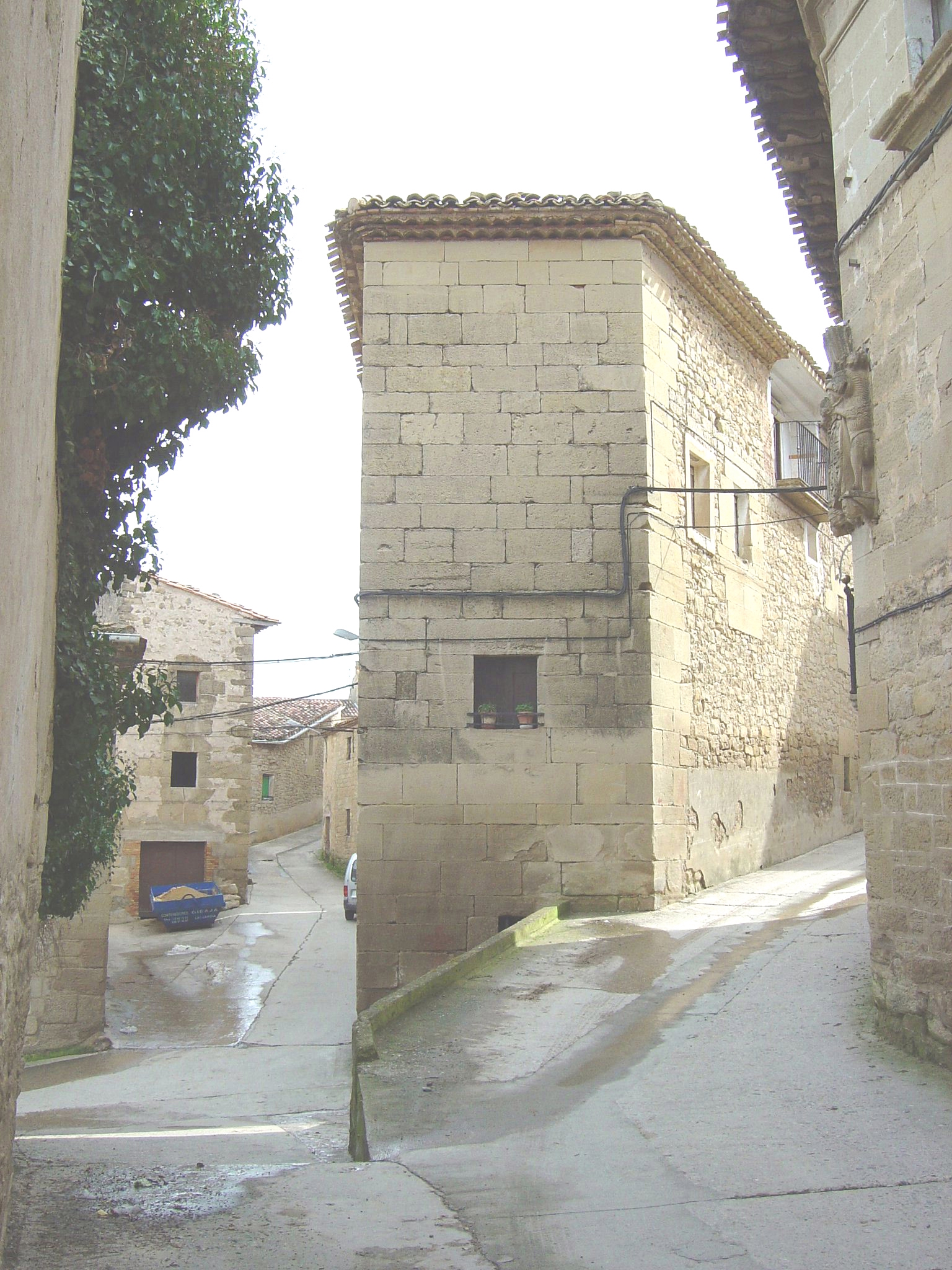
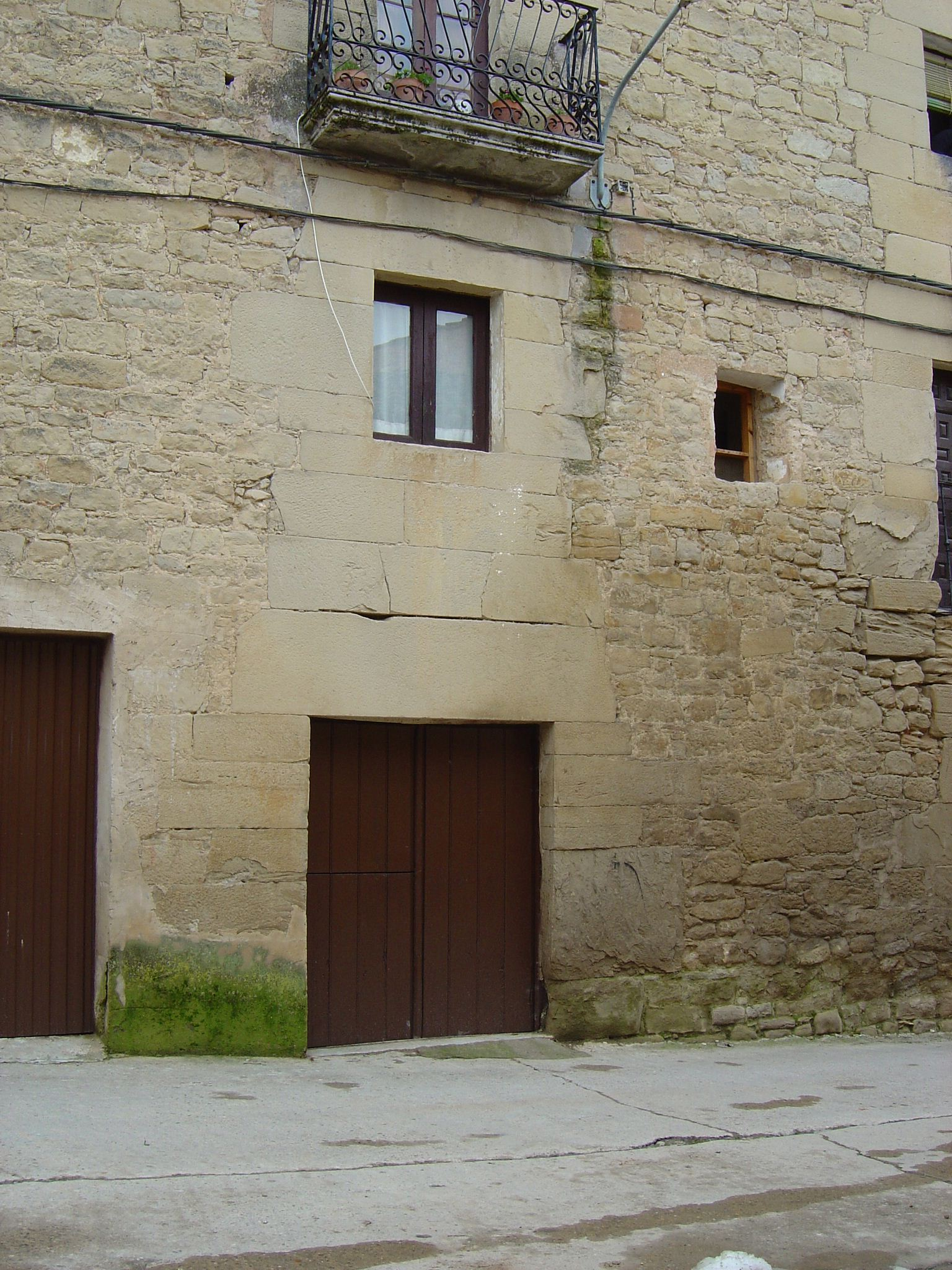
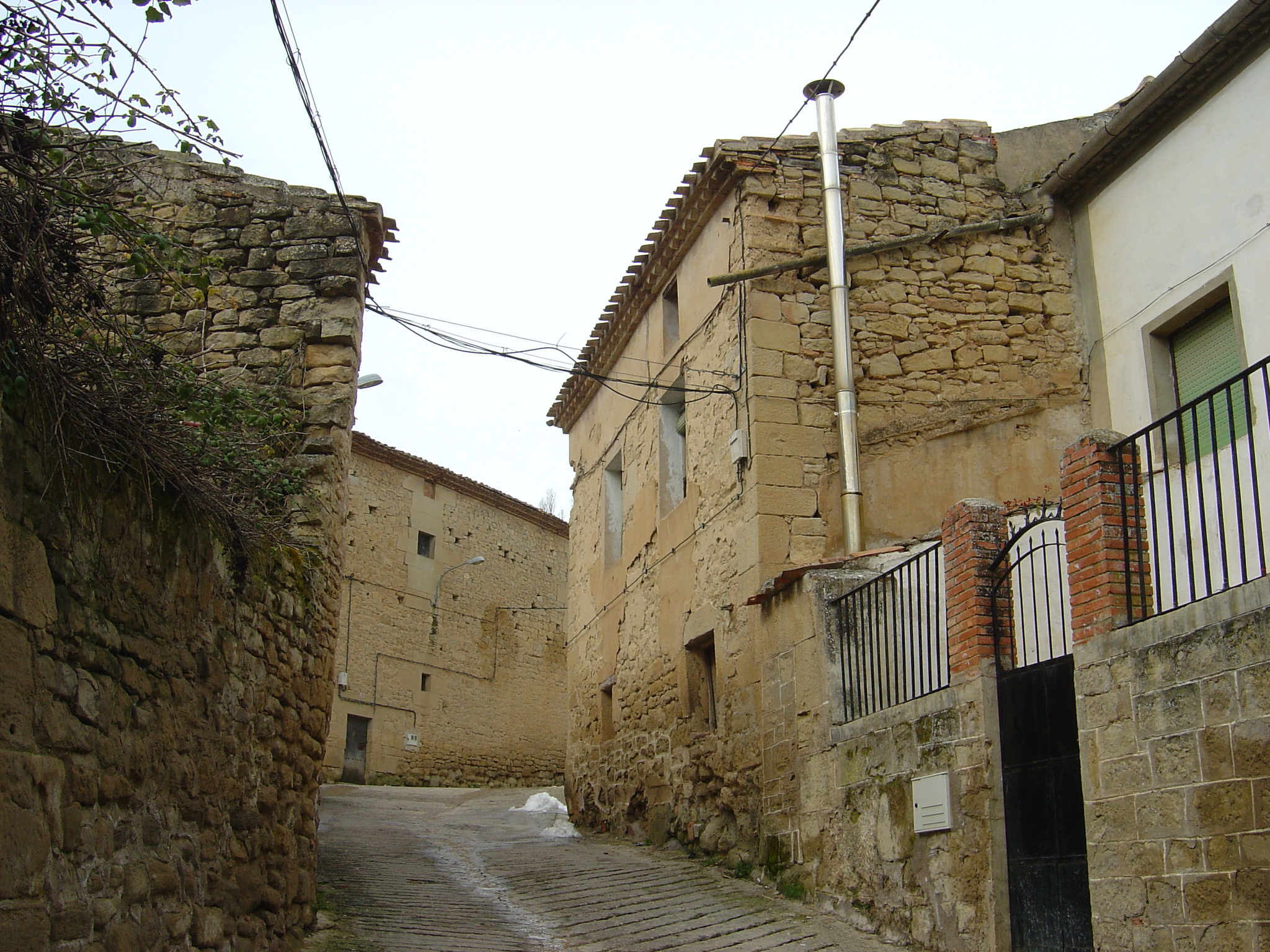
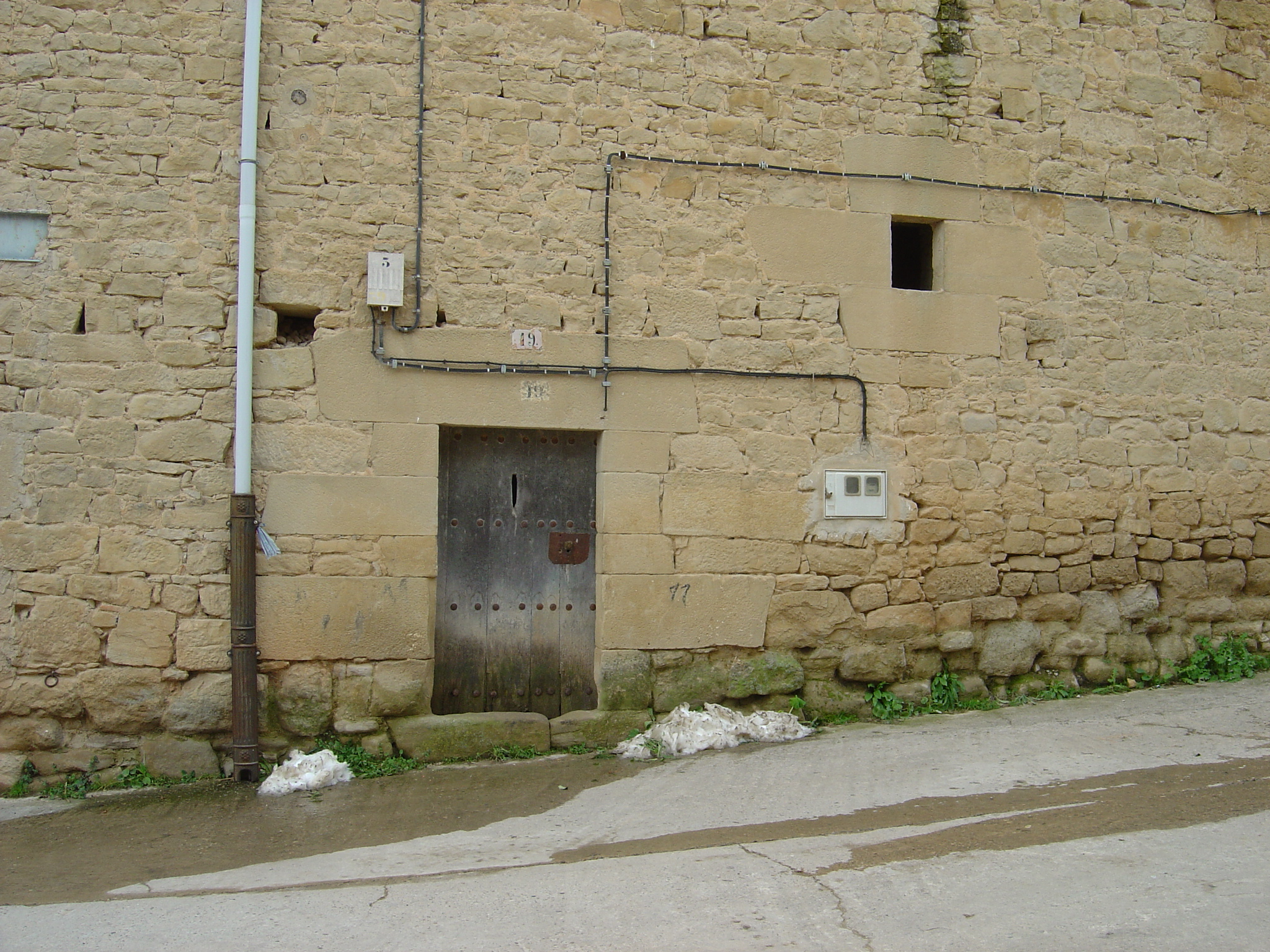
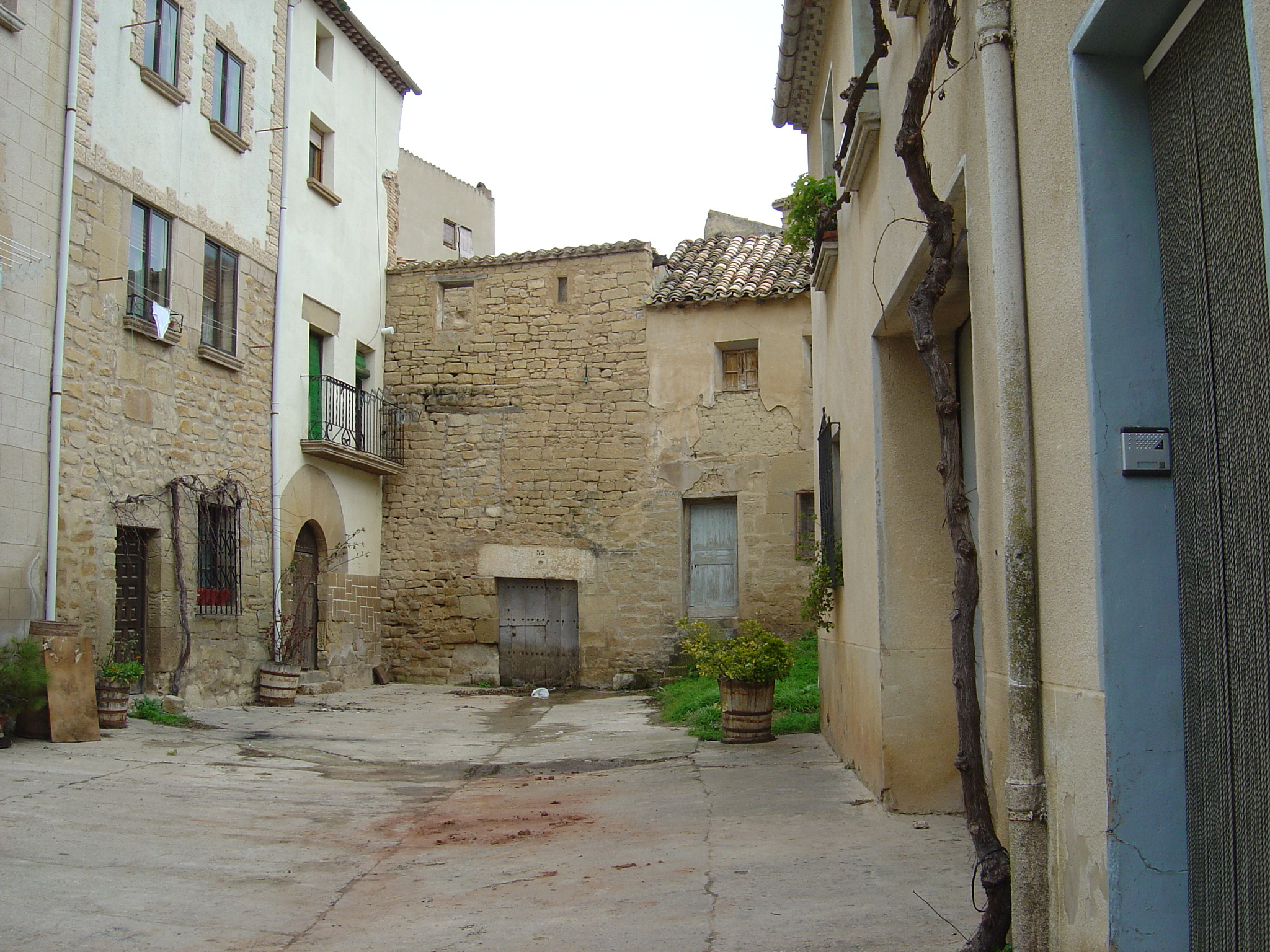
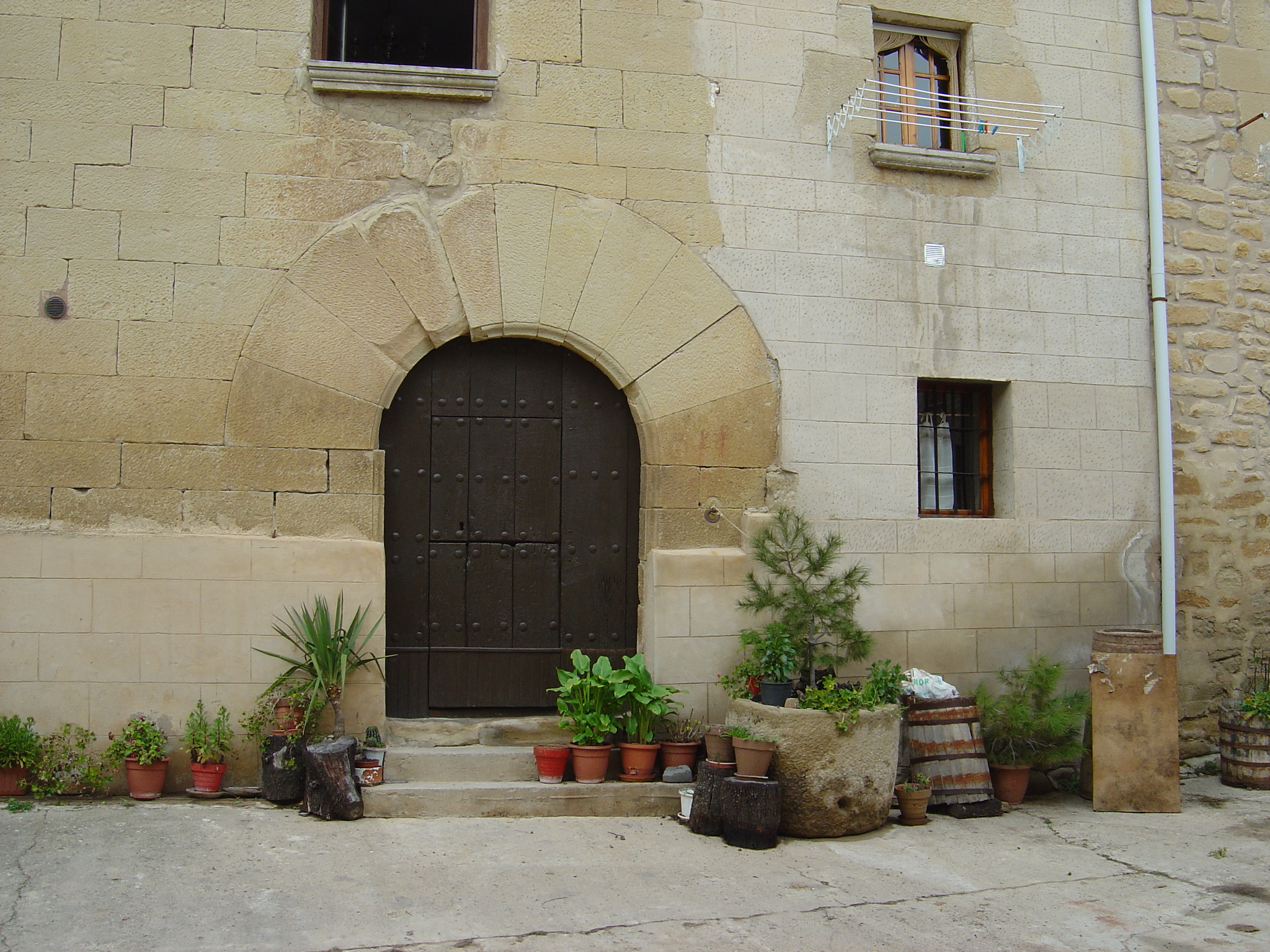
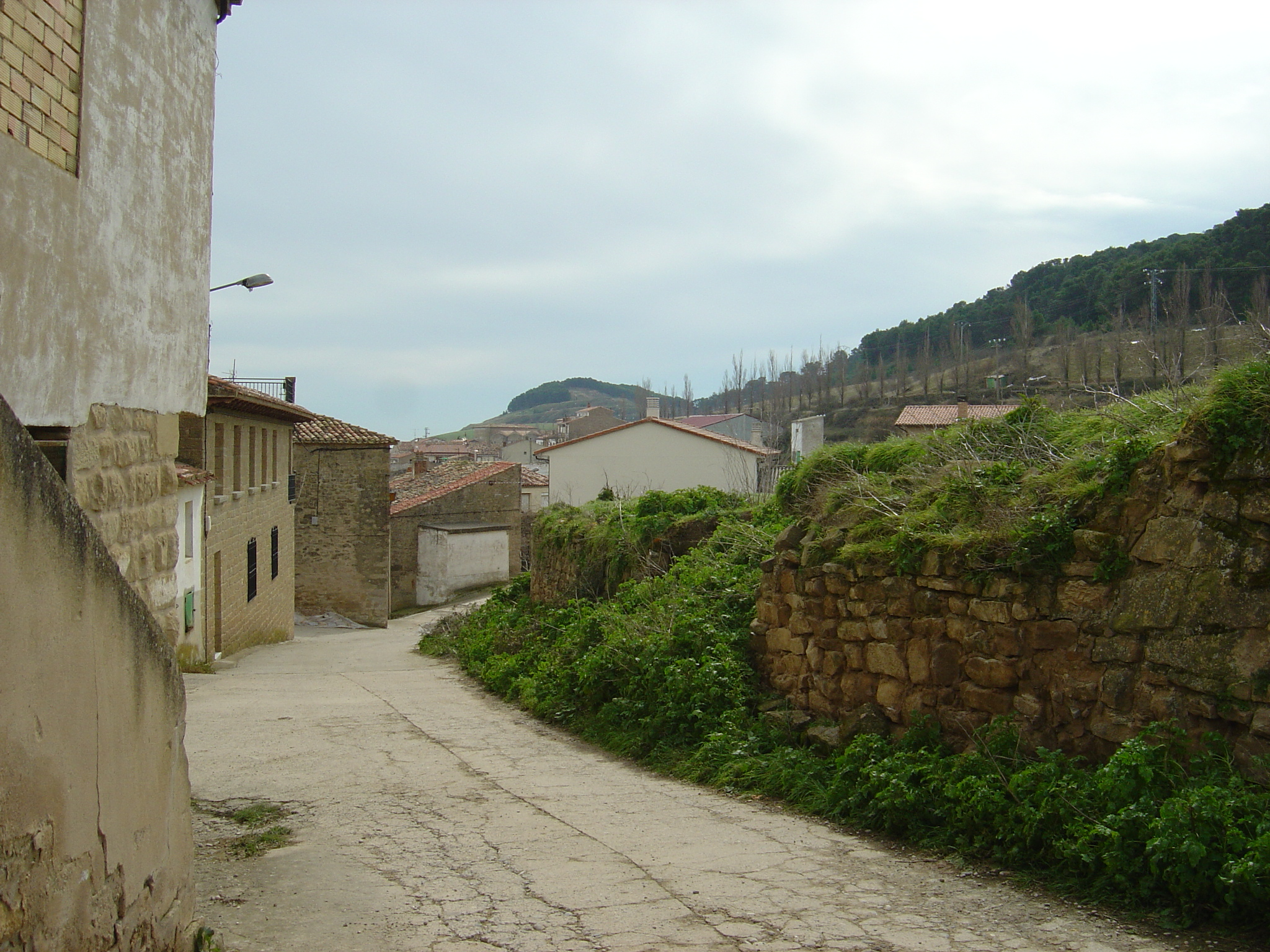
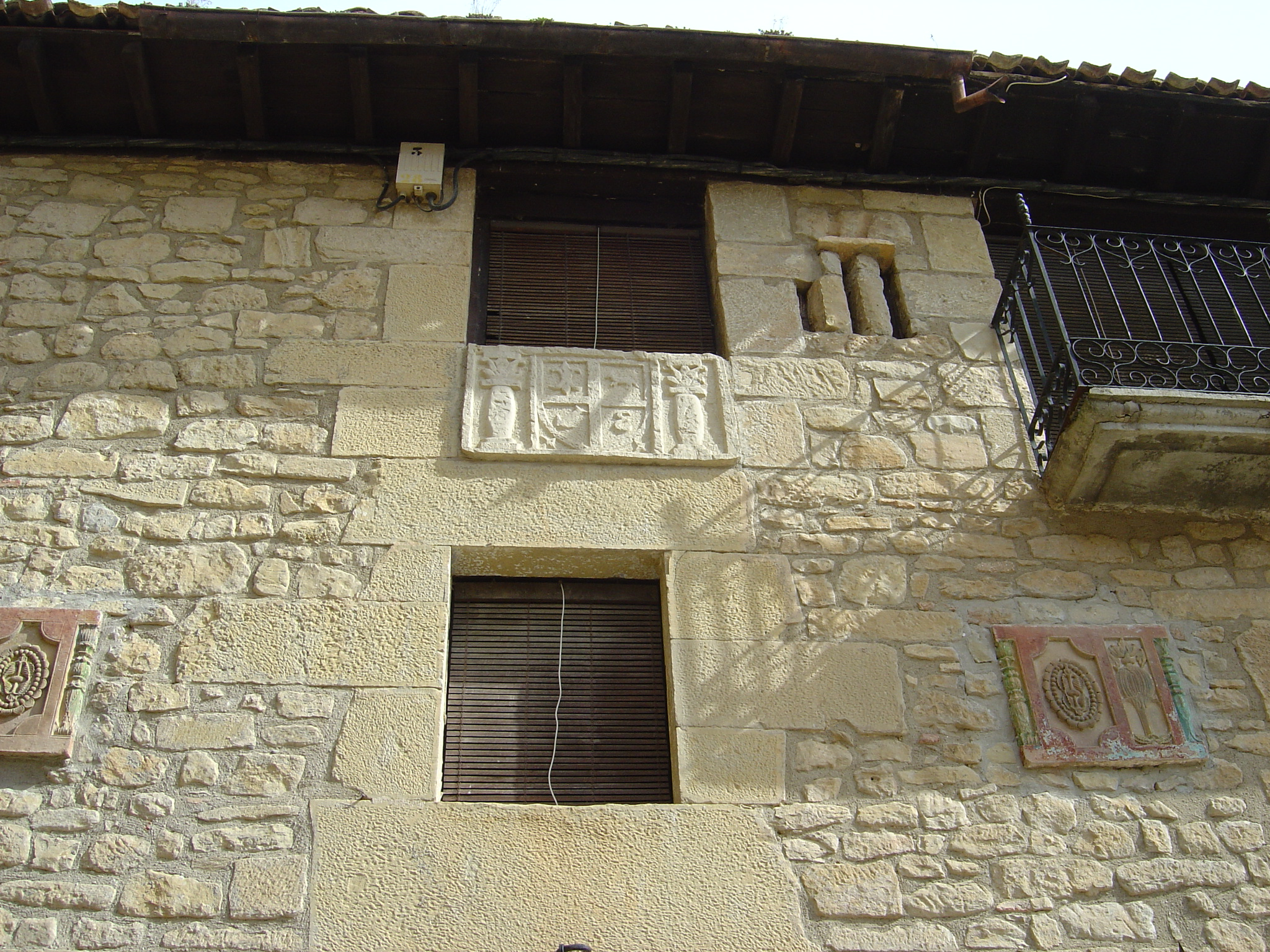
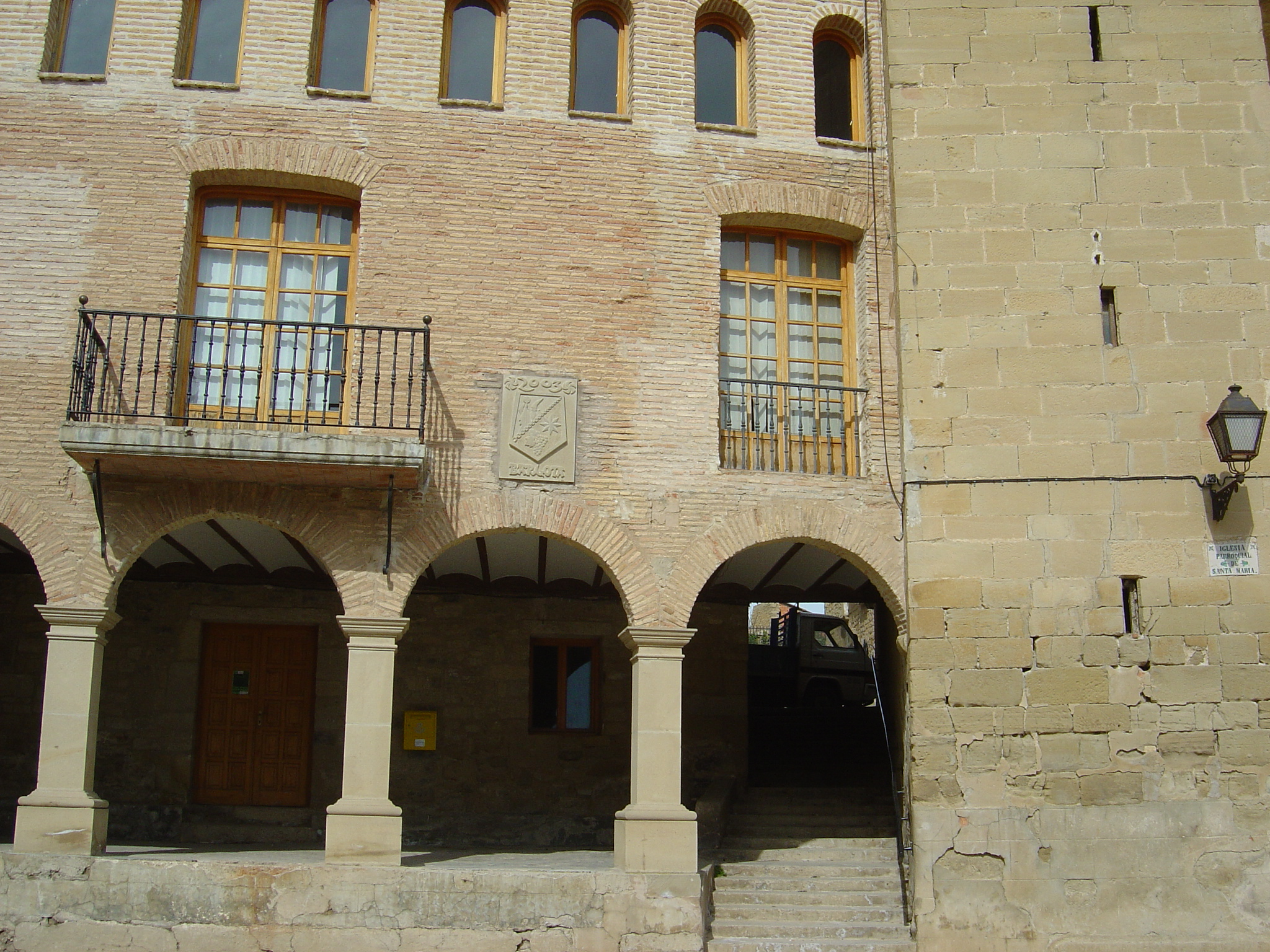
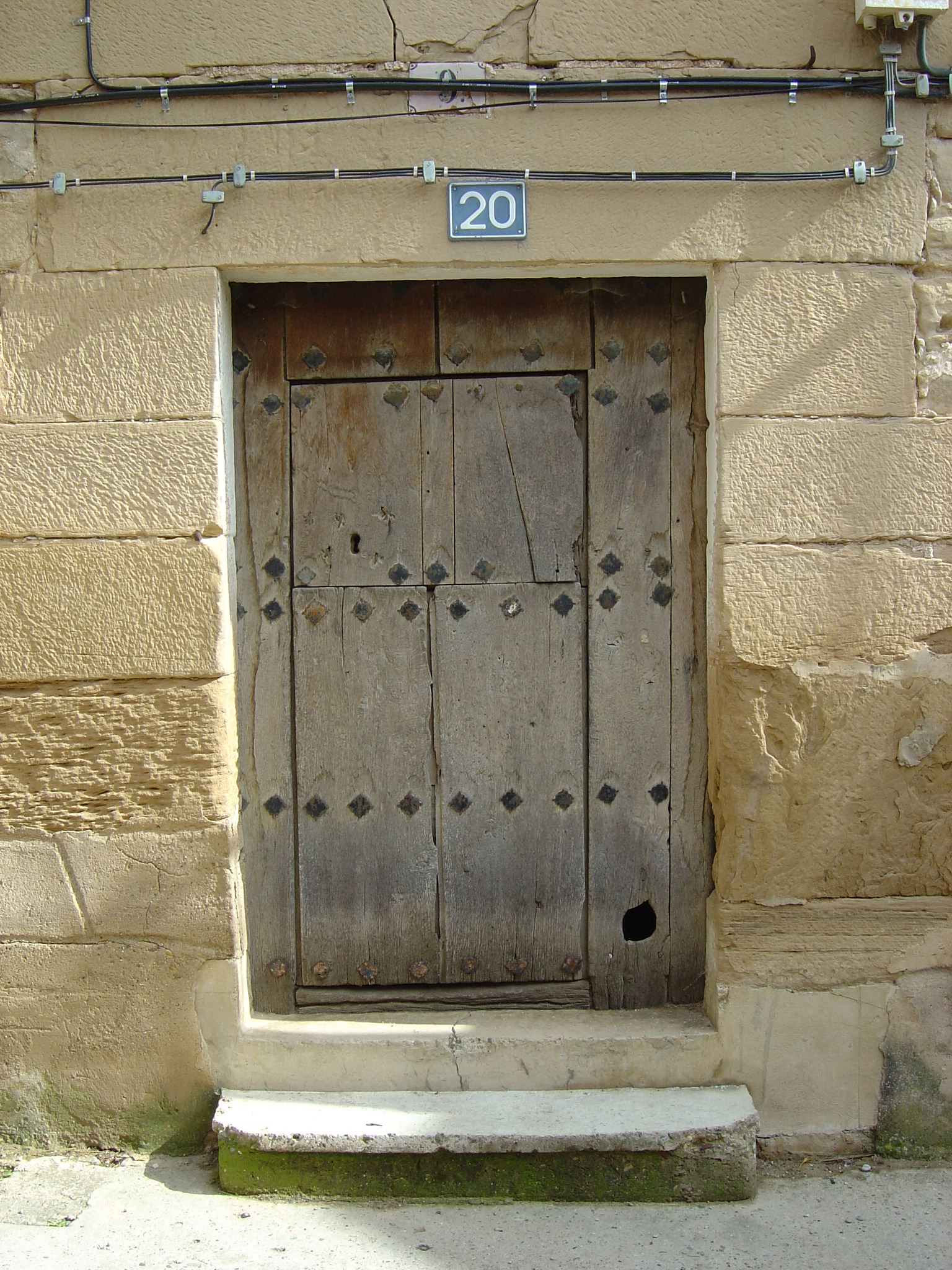
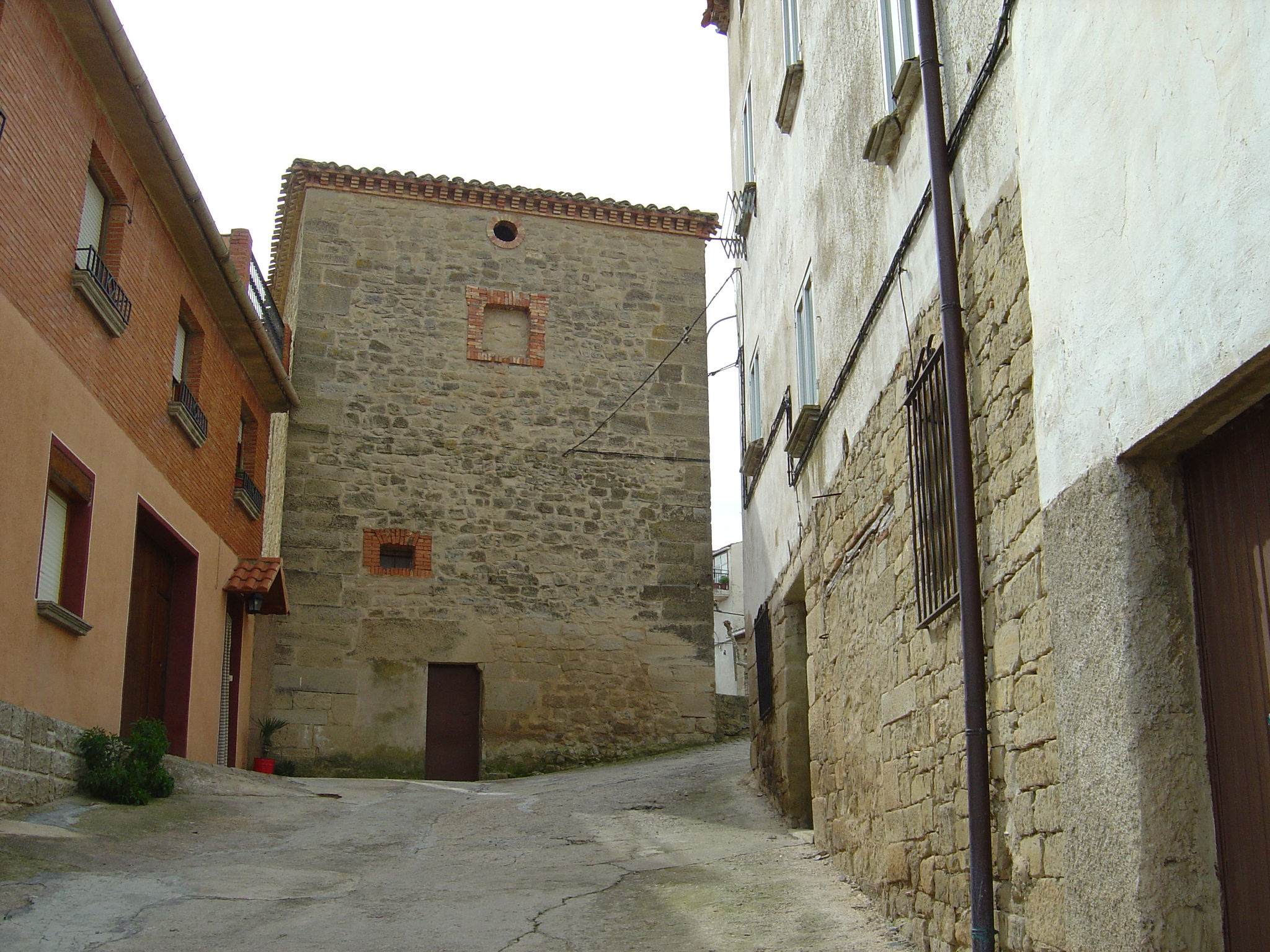
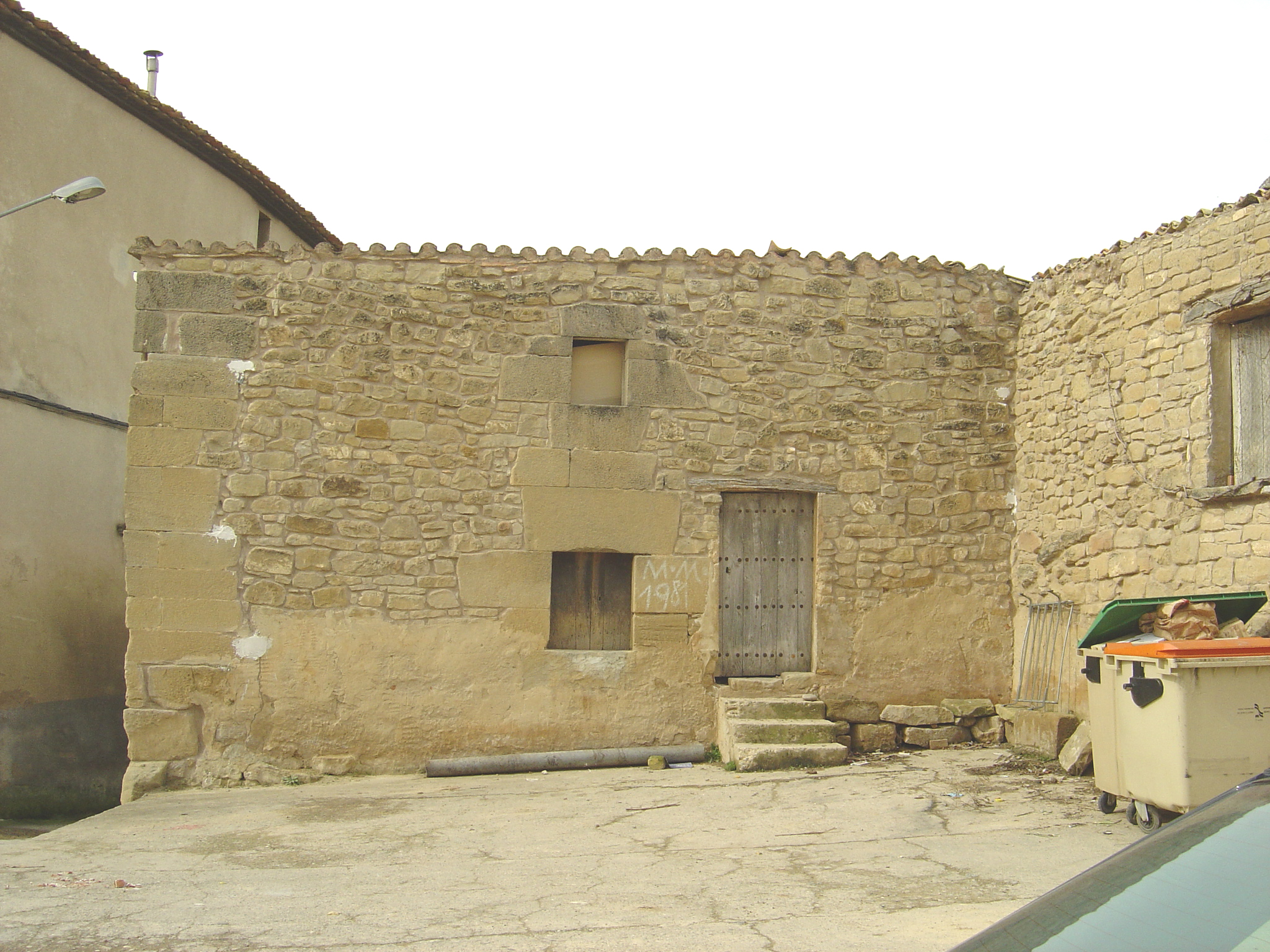
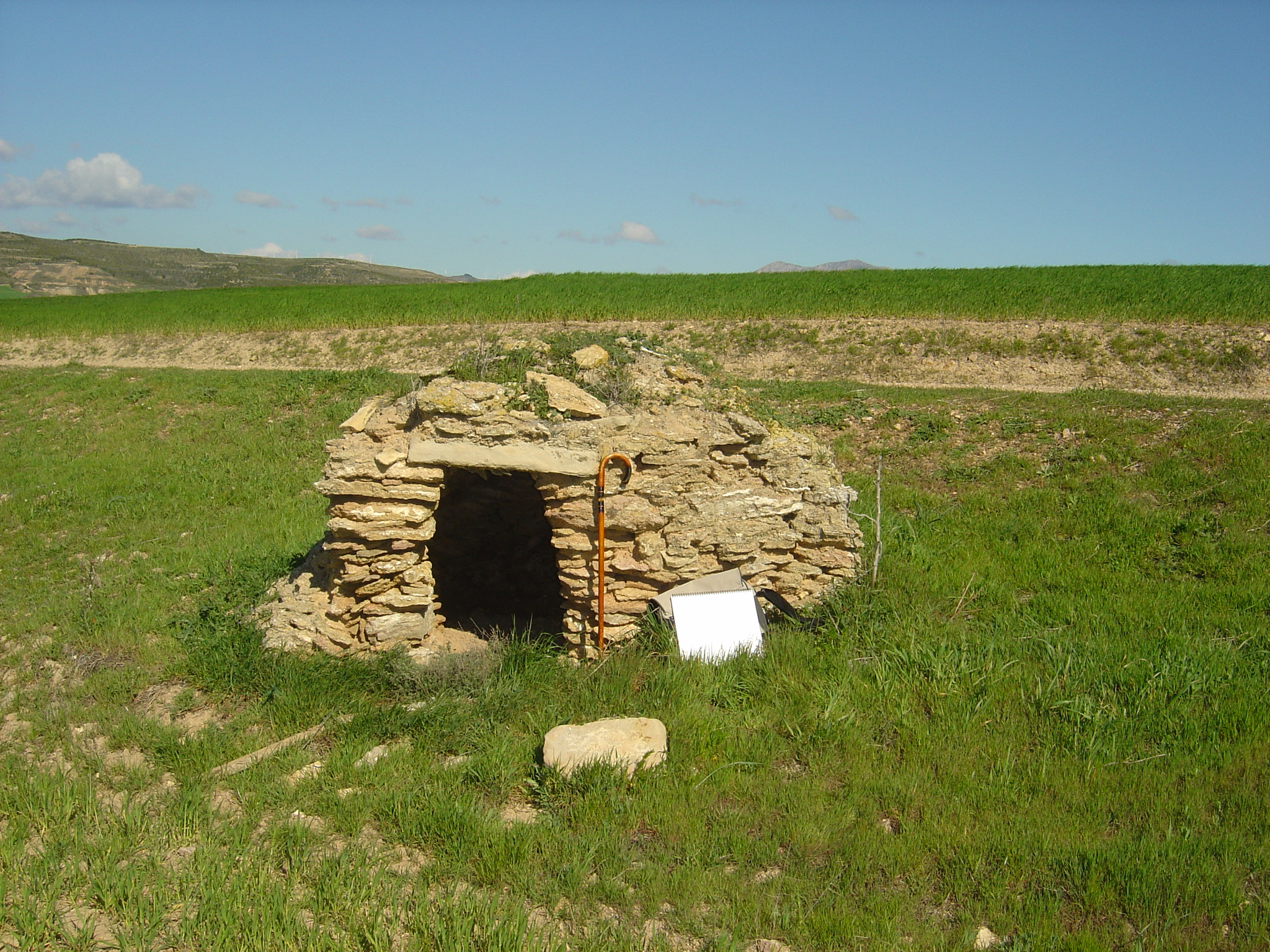
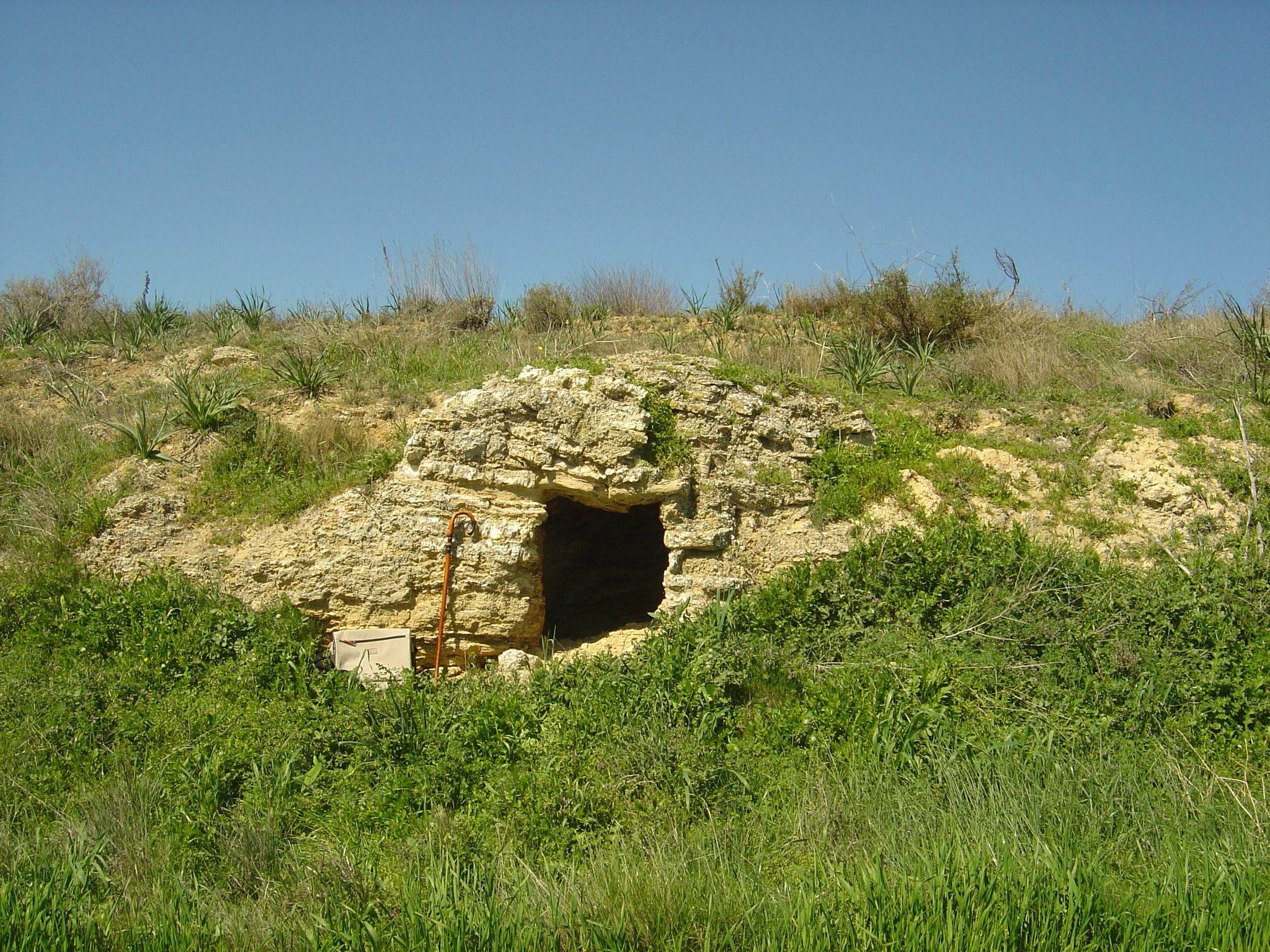
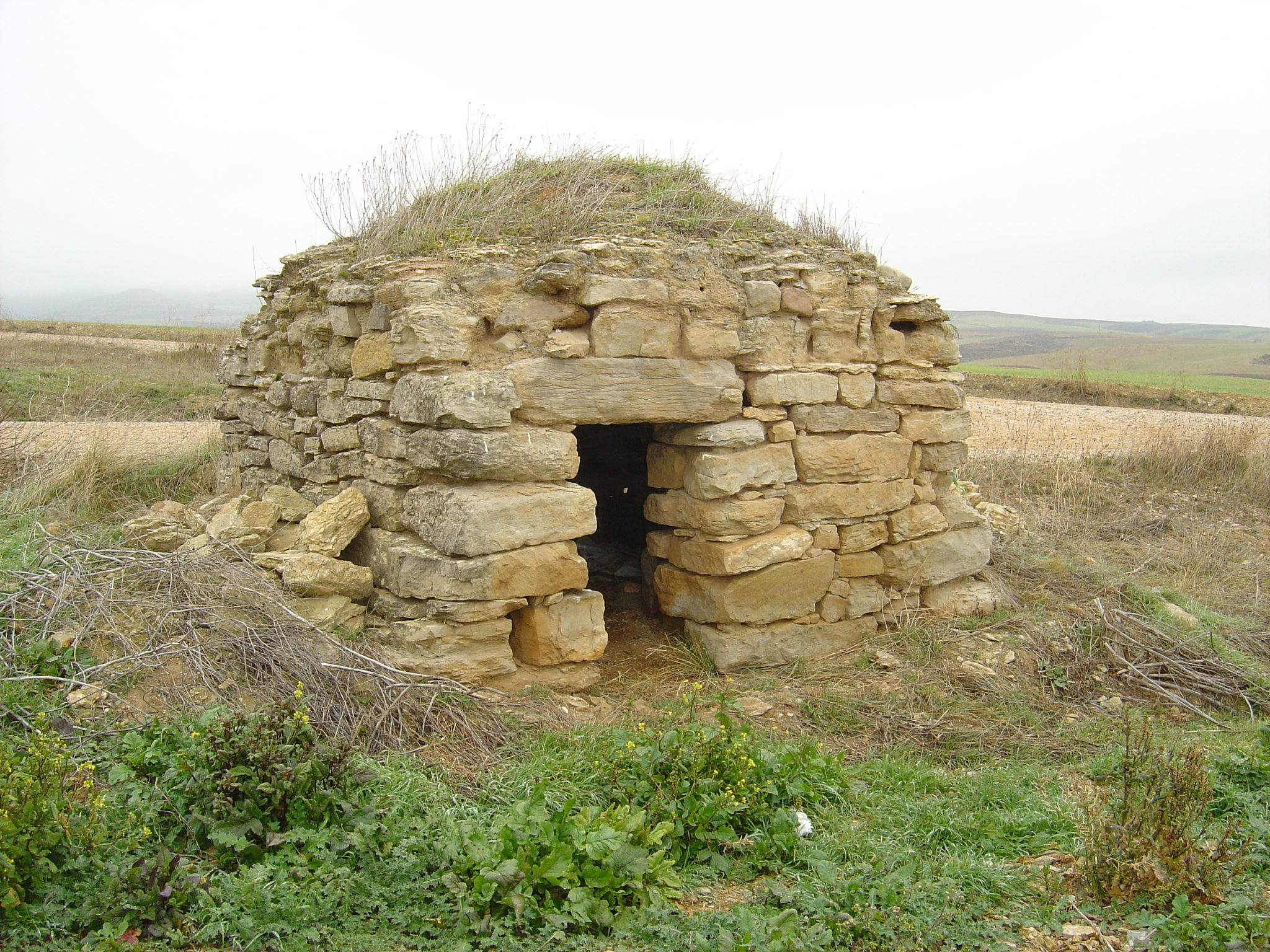
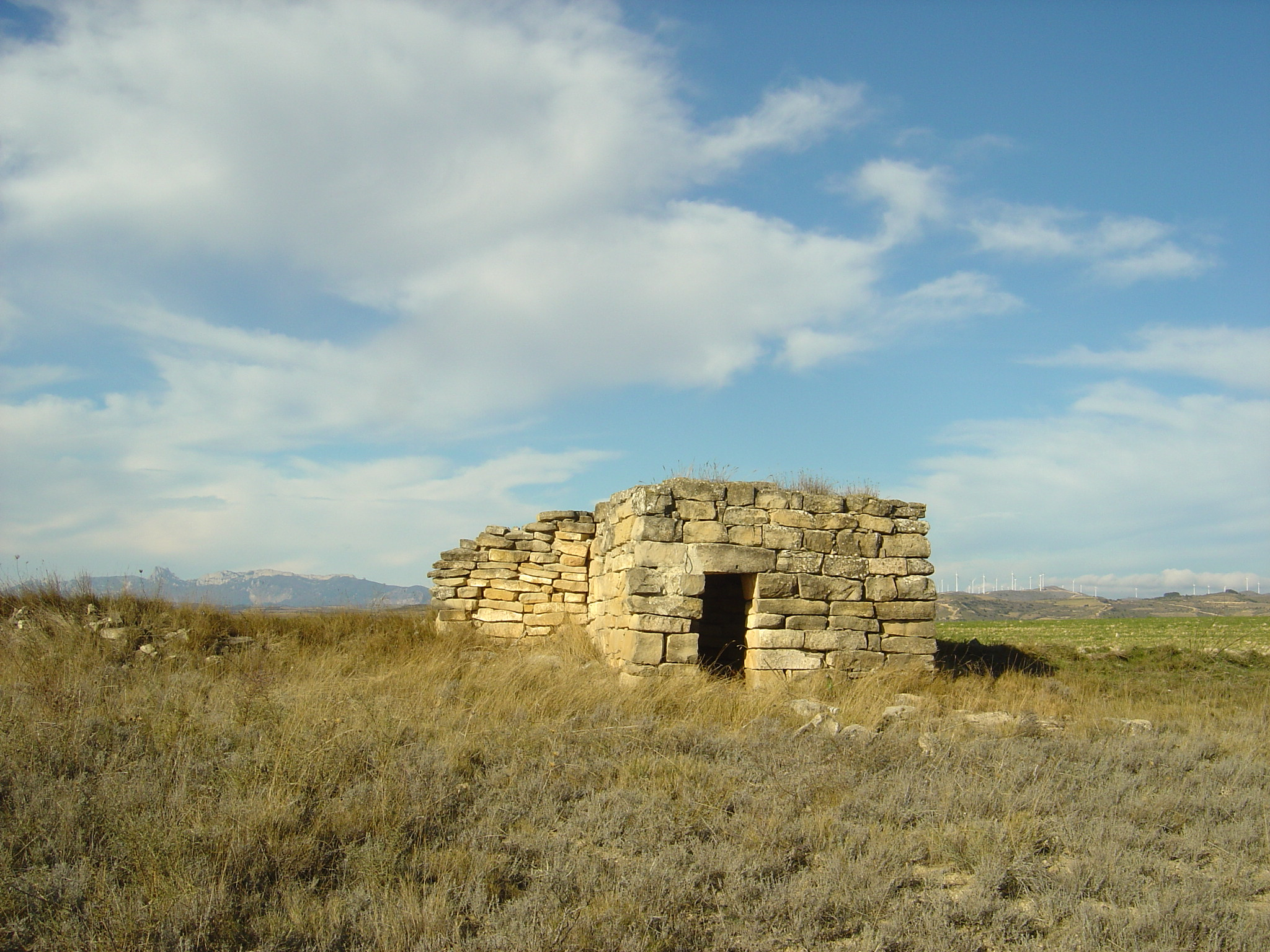
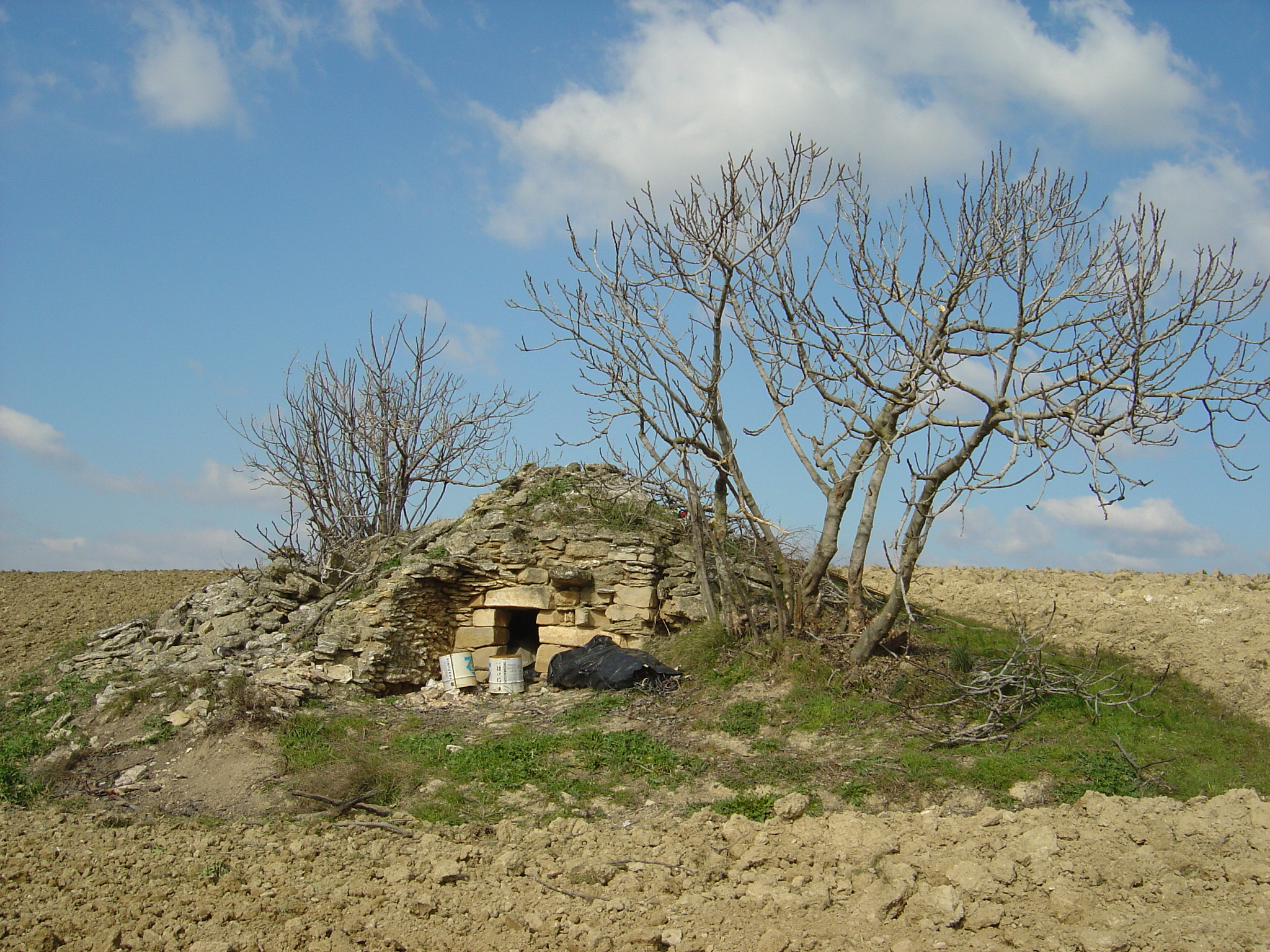
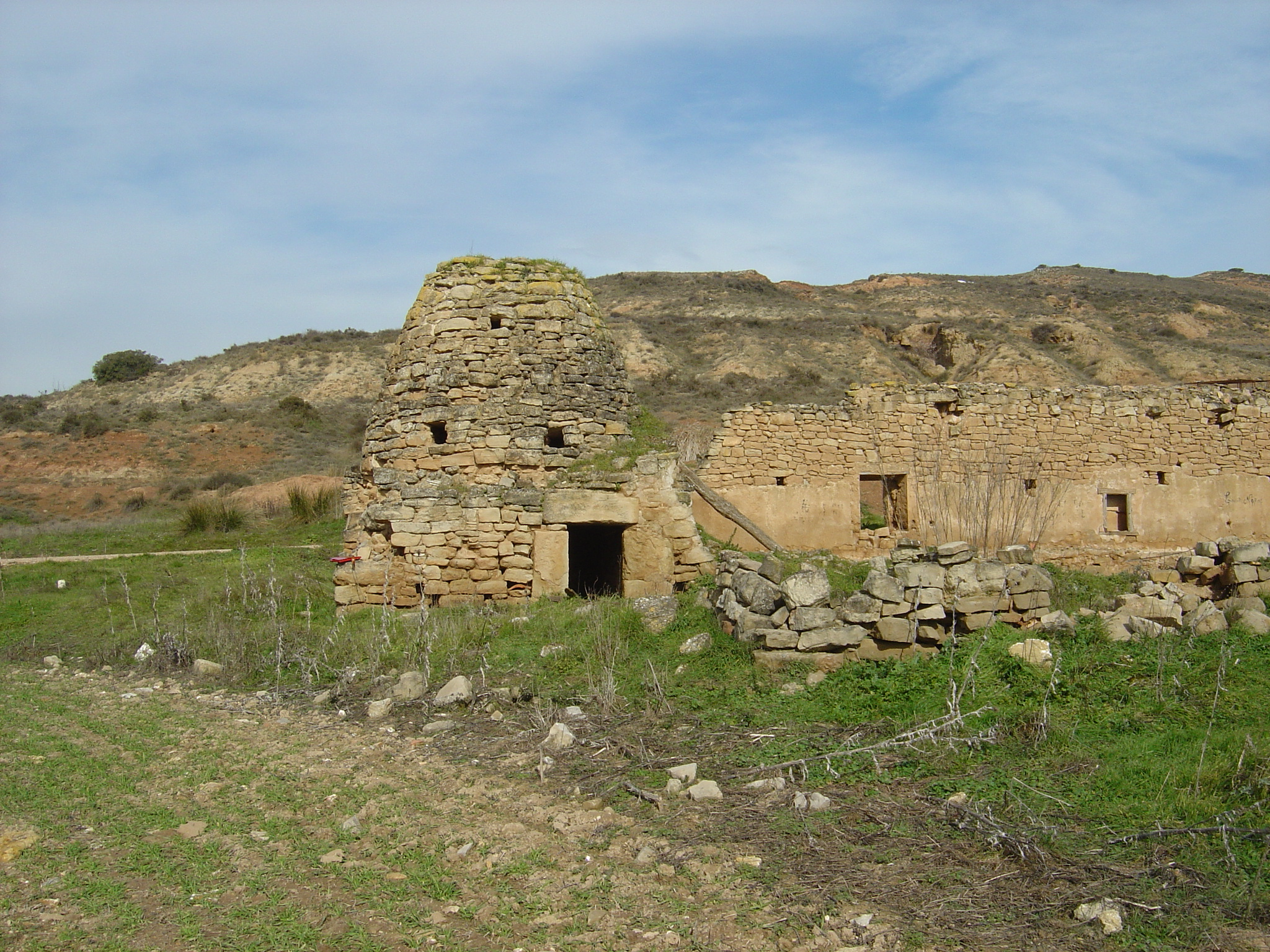
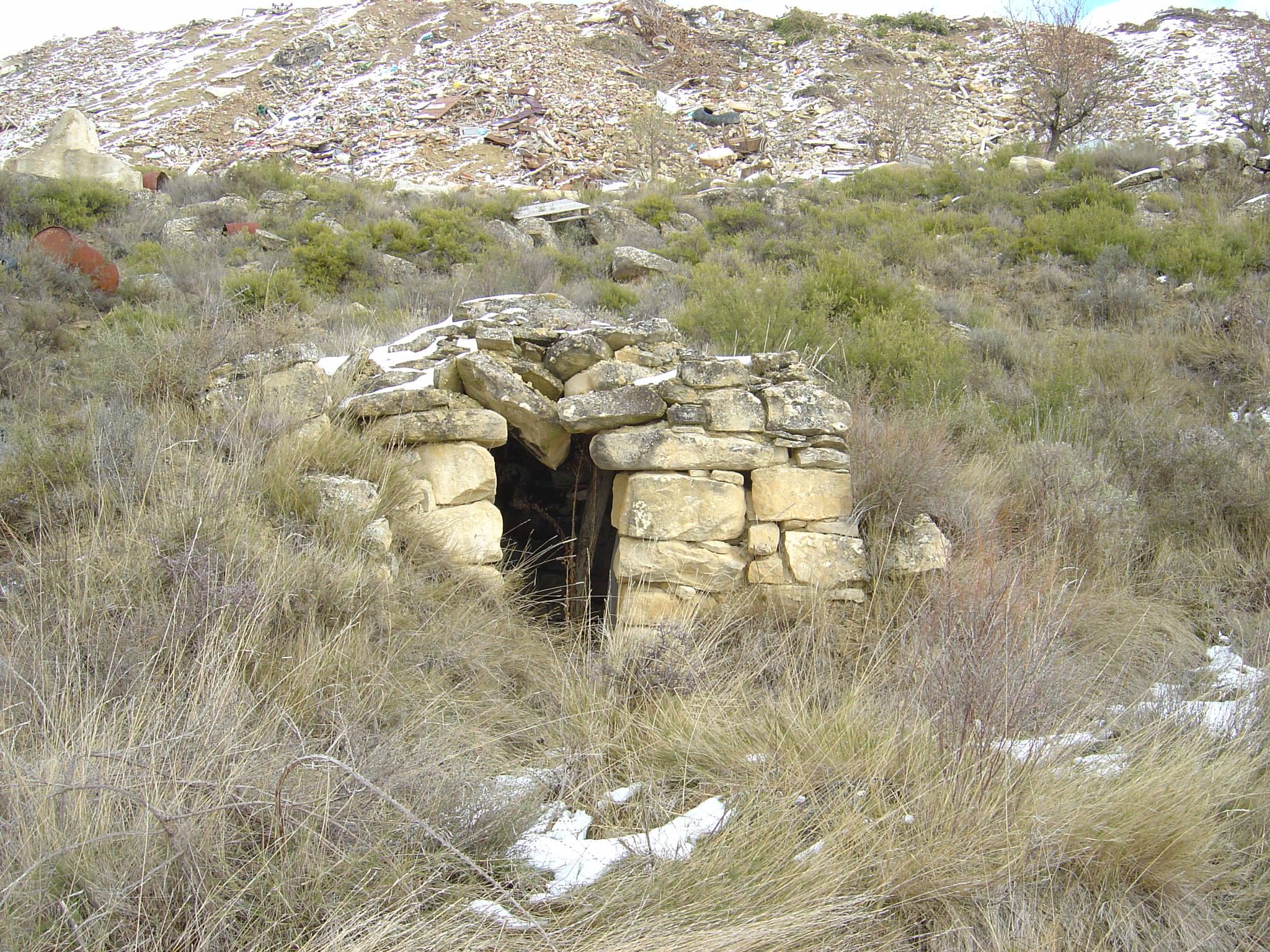
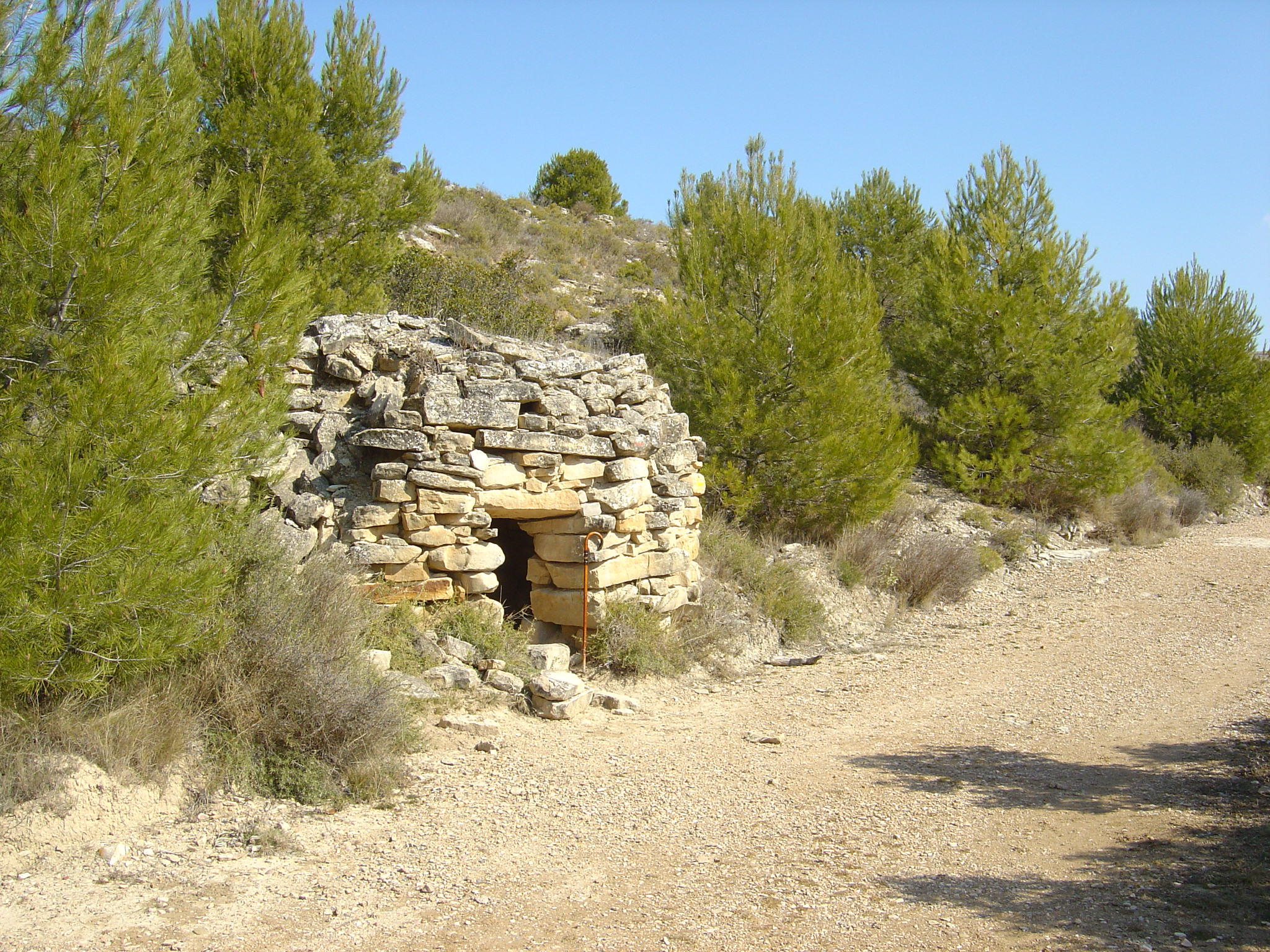
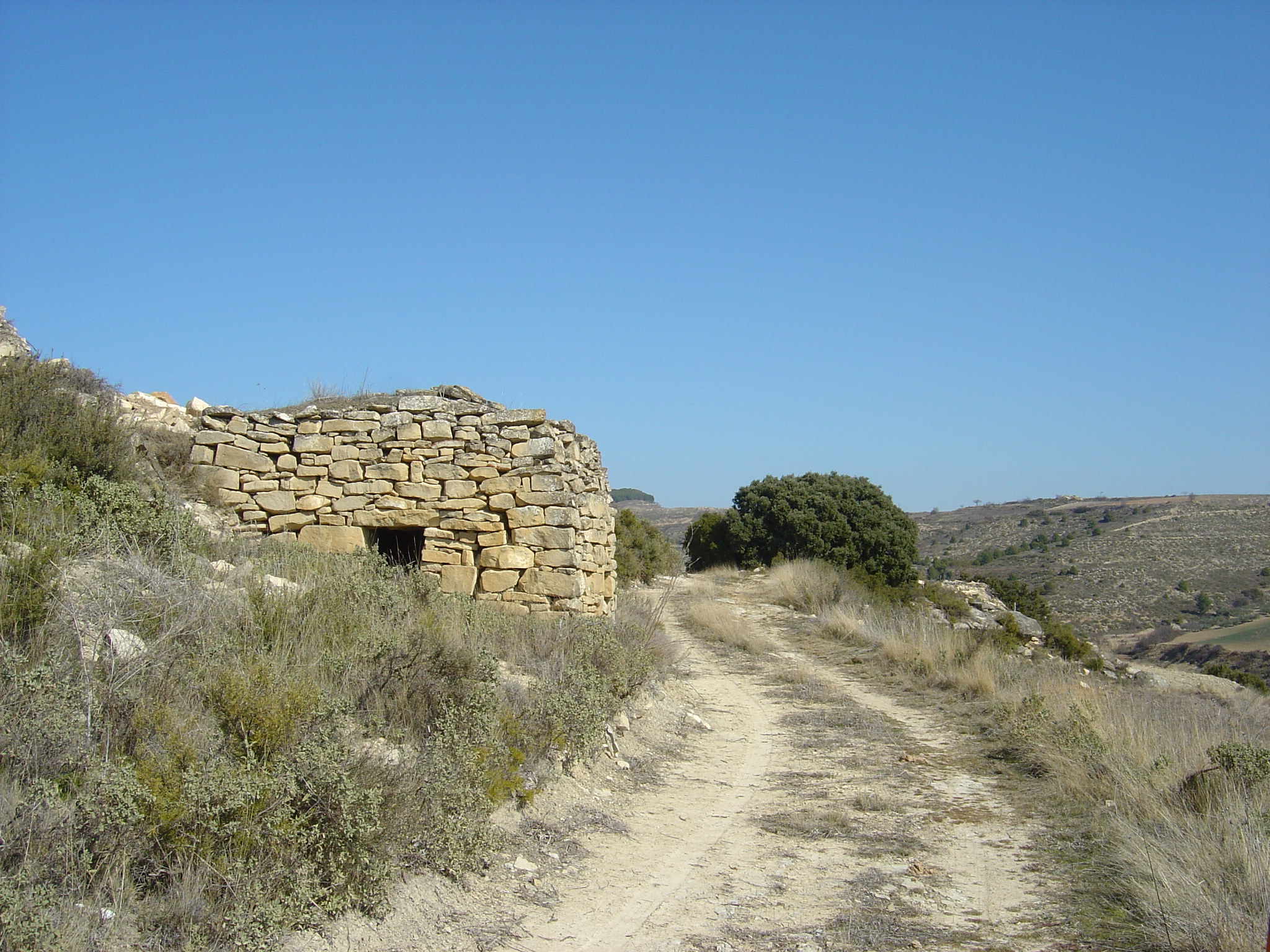
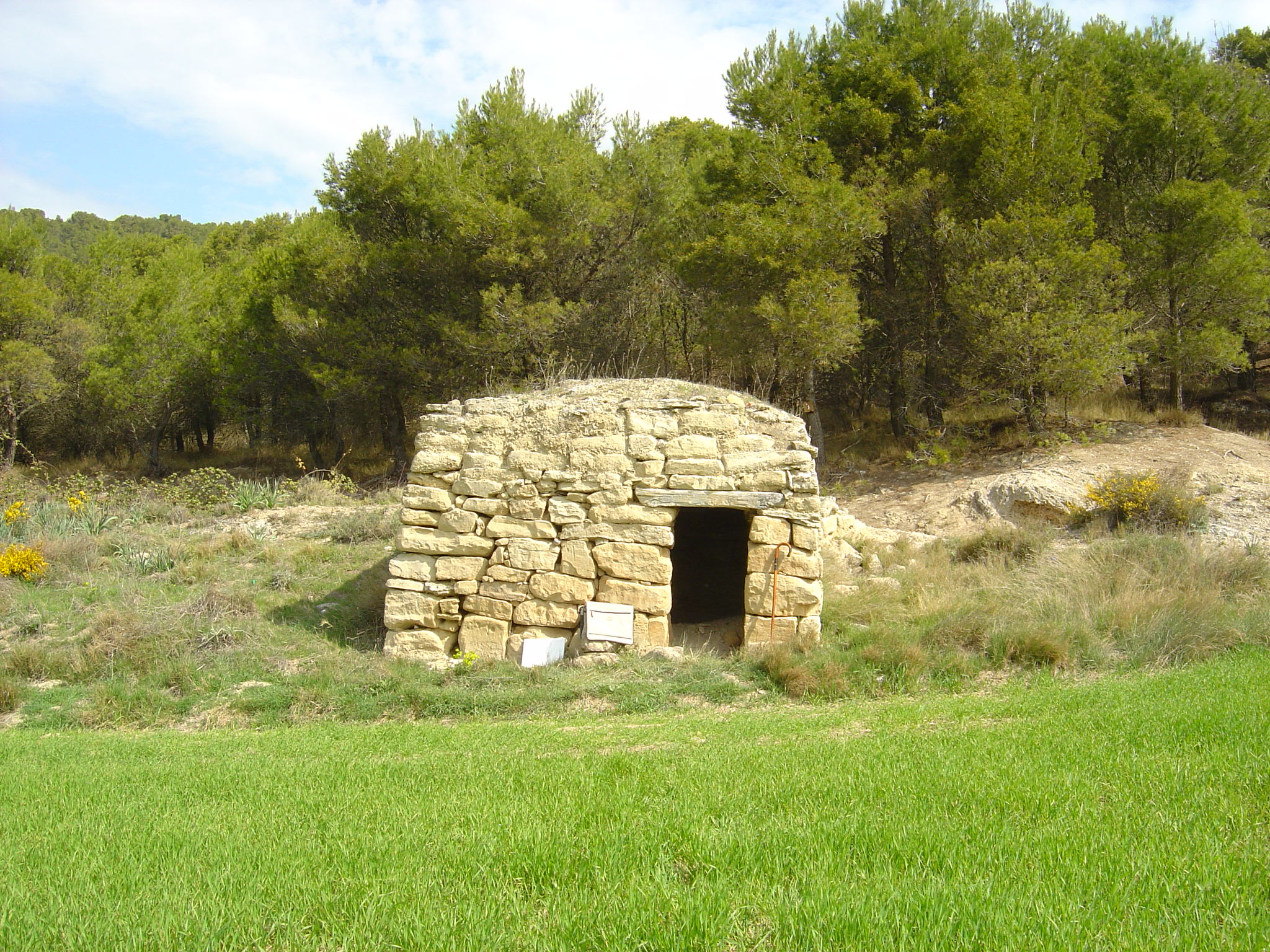

- Johanes[5], né dans la seconde moitié du XVIe siècle, fit ses études ecclésiastiques à Salamanque où il s'initia à l'art de la sorcellerie, jouissait d'une chapellenie dans l'église paroissiale de Bargota. Dénoncé en 1599 pendant l'inquisition, il confessera avoir eu recours à un akelarre[6] à Viana et fut condamné à un autodafé à Logroño en 1610. Repenti, il mourra quelques années plus tard.
- Martín Echaide, muletier de Bargota qui durant la première guerre carliste, profitant de ses voyages d'un pays à l'autre, portait les nouvelles entre les généraux Baldomero Espartero et Rafael Maroto pour amorcer les pourparlers afin de mettre fin à cette guerre qu'ils officialiseront avec la convention d'Oñate[7] également connu comme Abrazo de Vergara.

### Sources
- (es) Cet article est partiellement ou en totalité issu de l’article de Wikipédia en espagnol intitulé « Bargota » (voir la liste des auteurs).